# VASP
VASP (акроним от Viação Aérea São Paulo с порт. — «Сан-Паульский воздушный транспорт», ВАСП) — бывшая бразильская авиакомпания со штаб-квартирой в аэропорту Конгоньяс/Сан-Паулу, в прошлом один из крупнейших коммерческих авиаперевозчиков Бразилии.
В качестве главных узловых аэропортов авиакомпания использовала аэропорты Конгоньяс и Гуарульос в Сан-Паулу.

## История
Авиакомпания была основана 4 ноября 1933 года правительством штата Сан-Паулу для обеспечения пассажирских и грузовых авиаперевозок между населёнными пунктами штата. В начале 1930-х годов в стране практически полностью отсутствовала инфраструктура аэропортов и в качестве аэродромных площадок в лучшем случае использовались равнинные пастбища. VASP стала первой авиакомпанией Сан-Паулу, которая изначально ориентировалась на использование самолётов, требующих наличия взлётно-посадочных полос соответствующего качества. Необходимость в обеспечении авиаперевозок штата привела к строительству в 1936 году одного и важнейших коммерческих аэропортов Бразилии «Конгоньяс», который был возведён в пригороде Сан-Паулу на порядочном удалении от морского берега. В первые годы своей работы порт был известен под именем «Аэродром VASP» (порт. Campo da VASP).
В 1939 году VASP приобрела небольшую региональную авиакомпанию Aerolloyd Iguassu, имевшую лицензию на выполнение регулярных пассажирских перевозок в штатах Парана и Санта-Катарина. В 1963 году состоялась ещё одна сделка по приобретению достаточно крупного авиаперевозчика Lóide Aéreo Nacional, который работал с правительственной лицензией на разрешение полётов по всей территории Бразилии. С этого момента VASP выходит на уровень национальной авиакомпании страны.
6 июля 1959 года три бразильские авиакомпании VASP, VARIG и Serviços Aéreos Cruzeiro do Sul ввели в действие первые в своём роде рейсы аэротакси между Аэропортом Сантос-Дюмон в Рио-де-Жанейро и аэропортом Конгоньяс в Сан-Паулу. Перевозчики согласовали между собой графики полётов, используемые на линии модели самолётов и распределение общей прибыли с данного маршрута. Первоначально рейсы Сан-Паулу — Рио-де-Жанейро выполнялись на самолётах Convair 240 (VARIG), Convair 340 (Cruzeiro) и Saab 90 Scandia (VASP) с интервалами в каждые полчаса. В 1968 году в мини-альянс авиакомпаний вступил ещё один региональный перевозчик Sadia Transportes Aéreos. В период с 1975 по 1992 годы данный маршрут обслуживался исключительно самолётами Lockheed L-188 Electra авиакомпании VARIG в рамках заключённых договоров с остальными членами альянса.
Несмотря на достаточно стабильный рост и расширение маршрутной сети вплоть до конца 1980-х годов авиакомпания находилась в государственной собственности, что зачастую приводило к финансовой неэффективности предприятия, а также постоянным вынужденным платежам в госбюджет, проводимым как правило по политическим причинам. В 1990 году на волне неолиберальной политики очередного правительства страны VASP была приватизирована, при этом контрольный пакет акций был выкуплен финансовой группой «VOE/Canhedo Group», созданной совместно инвестиционным холдингом «Canhedo Group» и сотрудниками авиакомпании VASP.

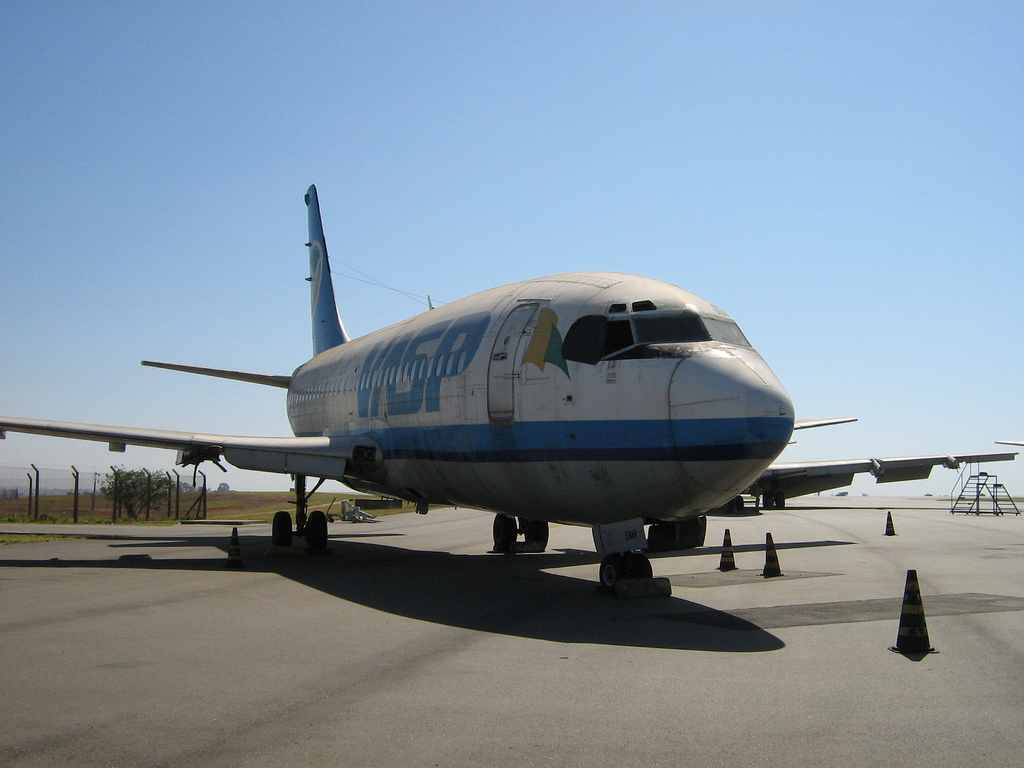
Boeing 737—200 авиакомпании VASP на стоянке-хранении. 2010 год

После приватизации в управление авиакомпанией пришла новая команда во главе с Вагнером Канедо. VASP быстро расширяла собственную маршрутную сеть, став второй с 1965 года бразильской авиакомпанией, которая ввела регулярные рейсы за пределы страны. Тем не менее, накопившиеся с прошлого период управления проблемы, финансовые обязательства по кредитам и ухудшение экономической ситуации в стране привели к серьёзным проблемам и тяжёлому финансовому положению авиакомпании, которая в 2002 году отменила все международные рейсы и сосредоточилась только на рынке внутренних пассажирских перевозок. К началу 2003 году VASP опустилась со второго на четвёртое место среди бразильских авиакомпаний по пассажирообороту в год. Ситуация осложнялась ещё и эксплуатацией достаточно пожилого парка воздушных судов, основная часть которых приходилась на самолёты Boeing 737—200 и Airbus A300.
В 2004 году VASP вступила в полосу жёсткого финансового кризиса, следствием чего стала массовое прекращение регулярных рейсов из многих городов в маршрутной сети перевозчика. Доля авиакомпании на рынке внутренних пассажирских перевозок резко сократилась до 10 процентов. 25 января 2005 года Управление гражданской авиации Бразилии приостановила все регулярные рейсы VASP до окончания расследования финансового состояния авиакомпании. Перевозчику было разрешено выполнять только чартерные полёты, тем самым дав ему возможность доказать собственную финансовую стабильность и тем самым сохранив сертификат эксплуатанта.
По состоянию на декабрь 2007 года VASP не смогла возобновить полёты по регулярным маршрутам, однако продолжала деятельность в области ремонта и технического обслуживания воздушных судов других авиакомпаний. В данном направлении деятельности к авиакомпании никогда не возникало претензий и нареканий, а сервис техобслуживания всегда находился на высоком уровне. 27 августа 2006 года был утверждён новый план по выводу VASP из состояния банкротства, однако к началу 2011 году нет никаких признаков планируемого возобновления полного спектра деятельности авиакомпании.

## Маршрутная сеть

### На момент остановки регулярных рейсов
По состоянию на январь 2005 года авиакомпания VASP выполняла регулярные пассажирские рейсы по аэропортам следующих городов:
Аракажу, Белем, Бразилиа, Куритиба, Форталеза, Фос-ду-Игуасу, Масейо, Манаус, Натал, Ресифи, Рио-де-Жанейро, Салвадор, Сан-Луис, Сан-Паулу, Терезина и Порту-Алегри.

### На конец 1990-х годов
В конце 1990-х годов VASP имела одну из самых крупных маршрутных сетей среди всех авиакомпаний Бразилии, которая охватывала все большие города страны и распространялась на следующие международные направления: Буэнос-Айрес, Кито, Майами, Нью-Йорк, Лос-Анджелес, Сан-Франциско, Торонто, Осака, Сеул, Касабланка, Барселона, Брюссель, Афины, Франкфурт и Цюрих.

## Флот
На момент прекращения регулярных перевозок воздушный флот авиакомпании VASP состоял из самолётов Airbus A300B2-200, Boeing 727-200F и Boeing 737—200/-300.
В 1999 году авиакомпания эксплуатировала флот из следующих самолётов.

## Авиапроисшествия и несчастные случаи
- 27 августа 1943 года. Самолёт Юнкерс Ю-52/3mg3e (регистрационный PP-SPD), выполнявший пассажирский рейс из Рио-де-Жанейро (Сантос-Дюмон) в Сан-Паулу (Конгоньяс), в условиях сильного тумана столкнулся на взлёте со зданием Военно-морской Академии. Лайнер развалился на две части, одна из которых упала в воду. Из 21 человека на борту погибло 18 человек.
- 18 мая 1951 года. Самолёт Douglas C-47B-45-DK (регистрационный PP-SPM), выполнявший рейс из Аэропорта Санта-Крус-ду-Риу-Парду в Аэропорт Президенти-Пруденти, приземлился на взлётно-посадочную полосу аэропорта назначения с недопустимо высокой скоростью. Погибли все шестеро человек на борту.
- 13 мая 1951 года. Douglas C-47B-45-DK (регистрационный PP-SPM) Сан-Паулу (Конгоньяс) — Аэропорт Бауру. В ходе полёта произошёл отказ обоих двигателей. Пилоты попытались совершить аварийную посадку, которая закончилась катастрофой лайнера. Погибли три пассажира и два члена экипажа.
- 30 декабря 1958 года. Saab Scandia 90A-1 (регистрационный PP-SQE). Вскоре после взлёта из аэропорта Рио-де-Жанейро (Сантос-Дюмон) в направлении аэропорта Сан-Паулу (Конгоньяс) произошёл отказ первого двигателя. Экипаж попытался развернуть самолёт и пойти на аварийную посадку, однако в процессе манёвра отказал второй двигатель. Лайнер рухнул в залив Гуанабара, из 37 находившихся на борту выжило 16 человек.
- 22 декабря 1959 года. Самолёт Vickers Viscount (регистрационный PP-SRG) вскоре после взлёта из аэропорта Рио-де-Жанейро столкнулся с учебным самолётом Fokker AT-6 Военно-воздушных сил Бразилии. Погибли все 32 человека на борту пассажирского лайнера, 10 человек были убиты падающими обломками на земле, погиб один пилот истребителя, второму удалось вовремя катапультироваться[8].
- 26 ноября 1962 года. Лайнер Saab Scandia 90A-1 (регистрационный PP-SRA), следовавший регулярным рейсом из Сан-Паулу (Конгоньяс) в Рио-де-Жанейро (Сантос-Дюмон), на высоте 2400 метров столкнулся с частной Цессной-310 над территорией муниципалитета Парайбуна. Самолёты летели на одном эшелоне в разных направлениях, пилоты обоих воздушных судов не следили за другими самолётами в окружавшем воздушном пространстве. Погибли все 23 человека на Saab Scandia и 4 человека на Cesna 310.
- 4 сентября 1964 года. Самолёт Vickers Viscount 701C (регистрационный PP-SRP), следовавший регулярным рейсом из Аэропорта Эурику ди Ажияр Саллес в Рио-де-Жанейро, по невыясненным причинам отклонился от курса и врезался в гору в районе города Нова-Фрибургу. Погибли все 39 человек, находившиеся на борту[9].
- 3 марта 1965 года. При выполнении учебно-тренировочного полёта, на взлёте из Международного аэропорта Рио-де-Жанейро/Галеан самолёт Vickers Viscount (регистрационный PP-SRQ) сошёл с взлётно-посадочной полосы в условиях имитации отказа двигателя. Лайнер получил серьёзные повреждения и был списан[10].
- 31 октября 1966 года. Самолёт Vickers Viscount (регистрационный PP-SRM) при приземлении в аэропорту Рио-де-Жанейро (Сантос-Дюмон) выкатился за пределы взлётно-посадочной полосы. Лайнер получил значительные повреждения и впоследствии был списан. О пострадавших в результате происшествия не сообщалось[11].
- 15 сентября 1968 года. Во время выполнения учебно-тренировочного полёта над аэропортом Сан-Паулу (Конгольяс) потерпел катастрофу самолёт Vickers Viscount (регистрационный PP-SRE), в результате которой погиб один пилот[12].
- 14 сентября 1969 года. Самолёт Douglas C-47B-45-DK (регистрационный PP-SPP) вылетел из Аэропорта Лондрина, однако вскоре после взлёта возникла проблема с пропеллером одного из двигателей, и экипаж принял решение вернуться в аэропорт вылета. В фазе захода на посадку лайнер сделал крутой вираж влево и врезался в землю. Погибли все 20 человек, находившиеся на борту.
- 29 января 1973 года. Douglas C-47 (регистрационный PP-SQA) разбился при посадке в аэропорту Рондонополиса[13].
- 23 октября 1973 года. Самолёт NAMC YS-11A-211 (регистрационный PP-SMJ), регулярный рейс из Рио-де-Жанейро (Сантос-Дюмон) в Аэропорт Карлос Друммонд де Андраде. При разбеге на ВПП Сантос-Дюмона экипаж принял решение прервать взлёт. Самолёт выкатился за пределы взлётно-посадочной полосы и оказался в заливе Гуанабара. Из 65 человек на борту погибло 8 пассажиров[14].
- 27 февраля 1975 года. Самолёт Embraer EMB 110 Bandeirante (регистрационный PP-SBE), выполнявший регулярный рейс из Сан-Паулу (Конгоньяс) в Бауру, потерпел катастрофу сразу после взлёта из Коньгоньяса. Погибли все 15 человек, находившиейся на борту.
- 8 июня 1982 года. Самолёт Boeing 727—212 (регистрационный PP-SRK), следовавший регулярным рейсом 168 из Рио-де-Жанейро (Галеан) в Аэропорт Форталеза, при подходе к аэропорту назначения врезался в горы. Несмотря на сигналы системы слежения и предупреждения второго пилота о том, что по курсу движения находится горный массив, командир корабля продолжал снижение лайнера ниже минимально безопасной высоты. Погибли все 137 человек на борту[15].
- 22 июня 1992 года. Самолёт Boeing 737-2A1C (регистрационный PP-SND), выполнявший грузовой рейс из Аэропорта Риу-Бранку в Международный аэропорт Крузейру-ду-Сул, разбился в джунглях во время захода на посадку в аэропорт назначения. Погибли оба пилота и один пассажир.